# Hydropsyche lundaki
Hydropsyche lundaki là một loài Trichoptera trong họ Hydropsychidae. Chúng phân bố ở miền Cổ bắc.